# Joeri Dombrovski

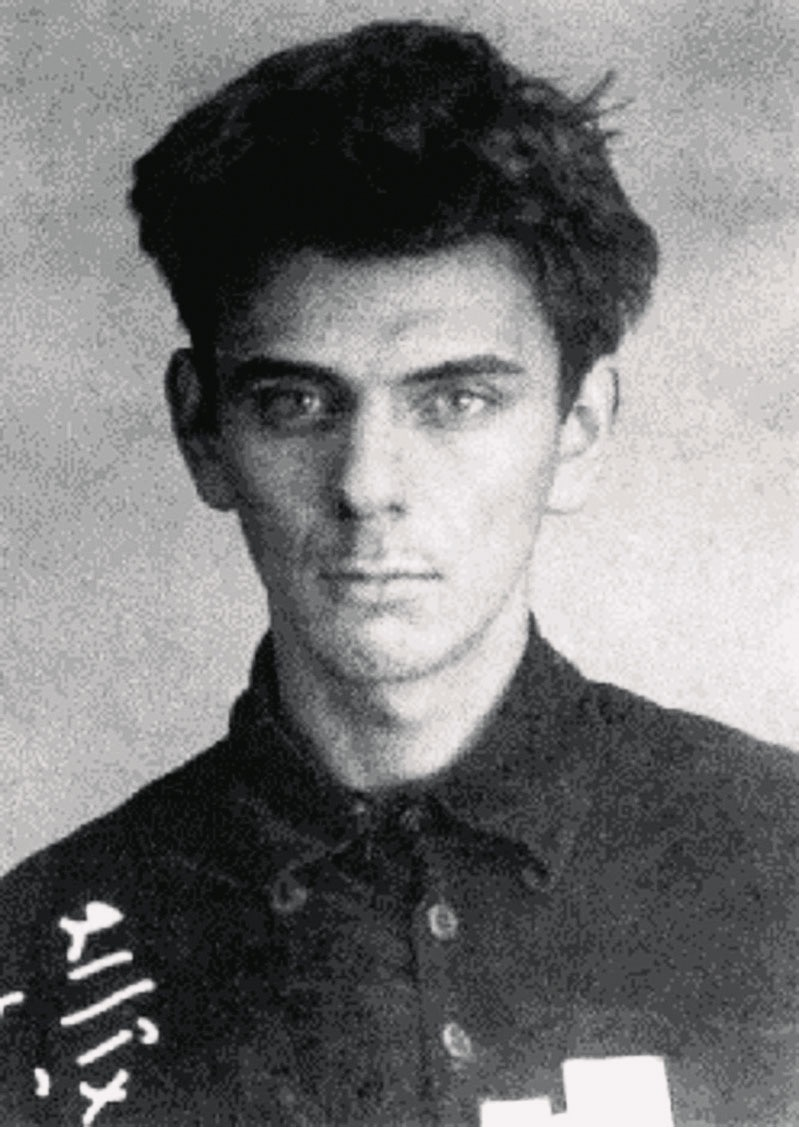
Dombrovski, 1932

Joeri Osipovitsj Dombrovski (Russisch: Юрий Осипович Домбровский) (Moskou 12 mei 1909 – Moskou 29 mei 1978) was een Russisch schrijver die bijna achttien jaar doorbracht in verbanning en in de kampen van de Goelag.

## Leven
Dombrovski werd in 1909 te Moskou geboren als zoon van een vooraanstaand Joods-Russisch advocaat. Na zijn studie literatuur werd hij, voor zogenaamde anti-Sovjetactiviteiten, in 1933 naar Alma-Ata verbannen. In 1937 werd hij daar gearresteerd, maar na enige maanden plotseling weer vrijgelaten ten gevolge van een kort vacuüm tussen de val van Jezjov en de komst van Beria. In 1939 werd hij echter opnieuw gearresteerd en naar kampen in de Kolyma gestuurd. In 1943 raakte hij gedeeltelijk verlamd en werd toegestaan leraar te worden in Alma-Ata, om in 1949 wederom te worden gearresteerd. In 1955 werd hij definitief vrijgelaten en gerehabiliteerd. Het werd hem vervolgens toegestaan te schrijven, maar hij kreeg zijn werk in de Sovjet-Unie nauwelijks gepubliceerd. Zijn reeds in de jaren zestig geschreven hoofdwerk, De faculteit van de onnodige kennis, verscheen voor het eerst in Parijs in 1978, een paar maanden voor zijn dood. Pas in 1988 kon het boek in Rusland verschijnen.

## Werk
Dombrovski's eerste werk van belang is de komedie De bewaarder van antiquiteiten (1937), handelend over de algemene sfeer van angst en wantrouwen in de jaren dertig.
Het hoofdwerk van Dombrovski is zonder twijfel zijn grote roman, De faculteit van de onnodige kennis, over de tijd van de grote terreur in de Sovjet-Unie, gebaseerd op zijn eigen ervaringen in de Goelag en de verbanning. Dombrovski is een meester in het analyseren van de mechanismen van Jozef Stalins schrikbewind en laat zien dat de mens ondanks alle onderdrukking vrij kan zijn.
Dombrovski is als schrijver over de Goelag geen moralist. Daarvoor heeft hij te veel humor, houdt hij te veel van de mensen, houdt hij te veel van het leven. Ook zijn vervolgers worden niet als verachtelijk voorgesteld; in De faculteit van de onnodige kennis worden ze als personages geportretteerd en gekarakteriseerd in talloze dialogen. Het zijn slechts de uitvoerders van het kwaad, vaak eerder wanhopig en meelijwekkend dan slecht. Wat hij zijn vervolgers vooral kwalijk neemt is hun gebrek aan kennis, de volgens hen "onnodige kennis" van de Westerse beschaving, het humanisme, van een cultuur waarin de mens niet onderworpen wordt aan de doelmatigheid van het politiek bestel, maar waarin het bestel zelf de hoogste waarde is.